# Ceraia hemidactyloides
Ceraia hemidactyloides är en insektsart som beskrevs av Emsley och Nickle 1969. Ceraia hemidactyloides ingår i släktet Ceraia och familjen vårtbitare.

## Underarter
Arten delas in i följande underarter:
- C. h. hemidactyloides
- C. h. robusta